# Erdbeben in Hormozgan 2022
Das Erdbeben in Hormozgan 2022 ereignete sich am 2. Juli 2022 um 2 Uhr morgens Ortszeit im Süden des Iran in der Provinz Hormozgan. Es kamen mindestens 5 Menschen ums Leben.

## Erdbeben
Nach Angaben des United States Geological Survey (USGS) hatte das Erdbeben eine Magnitude Mw von 6,0. Das Hypozentrum wurde in einer Tiefe von 16 km verortet. Das Epizentrum lag etwa 55 km nordöstlich der Hafenstadt Bandar-Lengeh. Das European-Mediterranean Seismological Centre registrierte das Erdbeben mit Magnitude 6,2. Auf das Erdbeben um 2:02 Uhr Ortszeit folge laut USGS ein Nachbeben mit Magnitude 5,7 etwa zwei Stunden später um 3:54 Uhr (⊙) und ein weiteres der Magnitude 6,0 eine Minute darauf um 3:55 Uhr (⊙).

## Schäden und Opfer
Beim ersten Erdbeben kamen mindestens 5 Menschen ums Leben und mindestens 110 wurden verletzt. Nach Angaben der iranischen Nachrichtenagentur Fars waren 12 Dörfer betroffen, darunter besonders das Dorf Sayeh Khvosh, in welchem zahlreiche Häuser zerstört wurden. 5 Dörfer waren infolge des Erdbebens ohne Strom. Das Beben war auch in den benachbarten Vereinigten Arabischen Emiraten spürbar.

## Tektonik

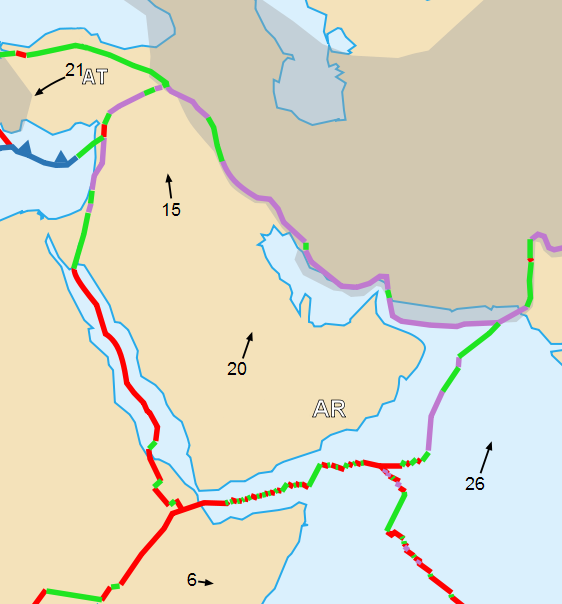
Karte der Arabischen Platte (AR) mit ihren Grenzen zu den benachbarten Platten (Eurasische Platte mit dem Iran im Nordosten): rot = divergent, grün = transform, violett = konvergent

Der Süden des Iran zeigt oft seismische Aktivität, da es sich um eine Region mit hauptsächlich konvergierenden Plattengrenzen handelt. Dabei bewegt sich die Arabische Platte mit etwa 20 mm pro Jahr nordöstlich auf die Eurasische Platte zu. Im Osten beginnt die Plattengrenze in der Nähe der iranisch-pakistanischen Makran-Küste im Arabischen Meer. Westlich davon in der Straße von Hormus geht sie landeinwärts und durchquert einige westliche iranische Provinzen, wo kontinentale Kruste sich zum Zāgros-Gebirge aufwölbt. Erdbeben der Magnitude 4 bis 6 sind in der Region häufig, können aber wegen der lokalen Bauart der Häuser dennoch viele Todesopfer verursachen. 2003 kamen beim verheerenden Erdbeben von Bam mit der Magnitude 6,6 etwa 31.000 Menschen ums Leben. Das Manjil-Rudbar-Beben 1990 der Magnitude 7,4 tötete sogar etwa 40.000 Menschen, ereignete sich aber im Norden des Landes.